# GAZ Volga
La GAZ Volga était une grande berline fabriquée par le constructeur russe GAZ. Le premier modèle est sorti en 1955, en remplacement de la vieillissante GAZ Pobieda.
D’inspiration américaine, la Volga a séduit dans son pays les administrations et les membres influents du parti communiste, ainsi que quelques clients européens.
La production des vénérables 3102 et 31105 a été arrêtée début 2010, et celle de la Siber au mois de novembre de la même année, mettant fin à 55 ans de carrière. 

## La Volga M21 et M22 (1955-1970)

### Les débuts d’un mythe
Dès novembre 1953 les ingénieurs de GAZ commencent à étudier le projet d’une remplaçante de la Pobieda. Le premier prototype entame les essais en mars 1955 et dès l’automne suivant, la voiture est révélée au public, à l’occasion d’un raid aller-retour Moscou-Crimée.
Le style du M21, appelé Volga, est très classique, largement inspiré de la Ford Mainline de 1952. En fait, diverses rumeurs circulent selon lesquelles la Volga serait en réalité une copie de la Ford américaine, mais ce n'est pas vrai. Outre une similitude stylistique, la Volga et la Mainline sont presque complètement différentes sur le plan mécanique, et leurs dimensions sont également légèrement différentes. La seule chose qui était partagée avec la Ford Mainline était la transmission Ford-O-Matic, pour laquelle GAZ a acheté une licence aux Américains pour l'utiliser dans ses voitures. Plus imposante que la Pobieda, la Volga mesure 4,83 m de long pour 1,80 m de large.
Le moteur est un 4 cylindres, d’une cylindrée de 2 445 cm³ et fabriqué par l’usine ZMZ. La version russe développe 75 ch, tandis que celle destinée à l’exportation sort 80 ch du même 2,5.
À Leipzig, en 1955, GAZ annonce que la voiture sortira avec une boîte automatique à 3 rapports, à convertisseur hydraulique de couple. Mais cette boîte, trop complexe, est abandonnée en 1958 et seules 700 Volga en ont bénéficié.
Le moteur, mis au point tardivement, a retardé la mise en production, qui débute le 15 octobre 1956. Jusqu’à l’été 1957, les Volga doivent se contenter du moteur (porté à 65 ch) et de la boîte 3 vitesses de la Pobieda.
Plus rapide (135 km/h), plus confortable et plus sobre que celle qu’elle remplace, la Volga constitue un très net progrès pour GAZ et l’automobile russe. De 1955 à 1970 la M21 se déclinera en 3 séries, la première est directement inspirée du design américain (Ford Customline) avec une calandre horizontale et une étoile au centre, la série II, la plus prisée, arbore un renne bondissant sur son capot qui disparaîtra avec la série III, tout comme les pare-chocs à bananes.

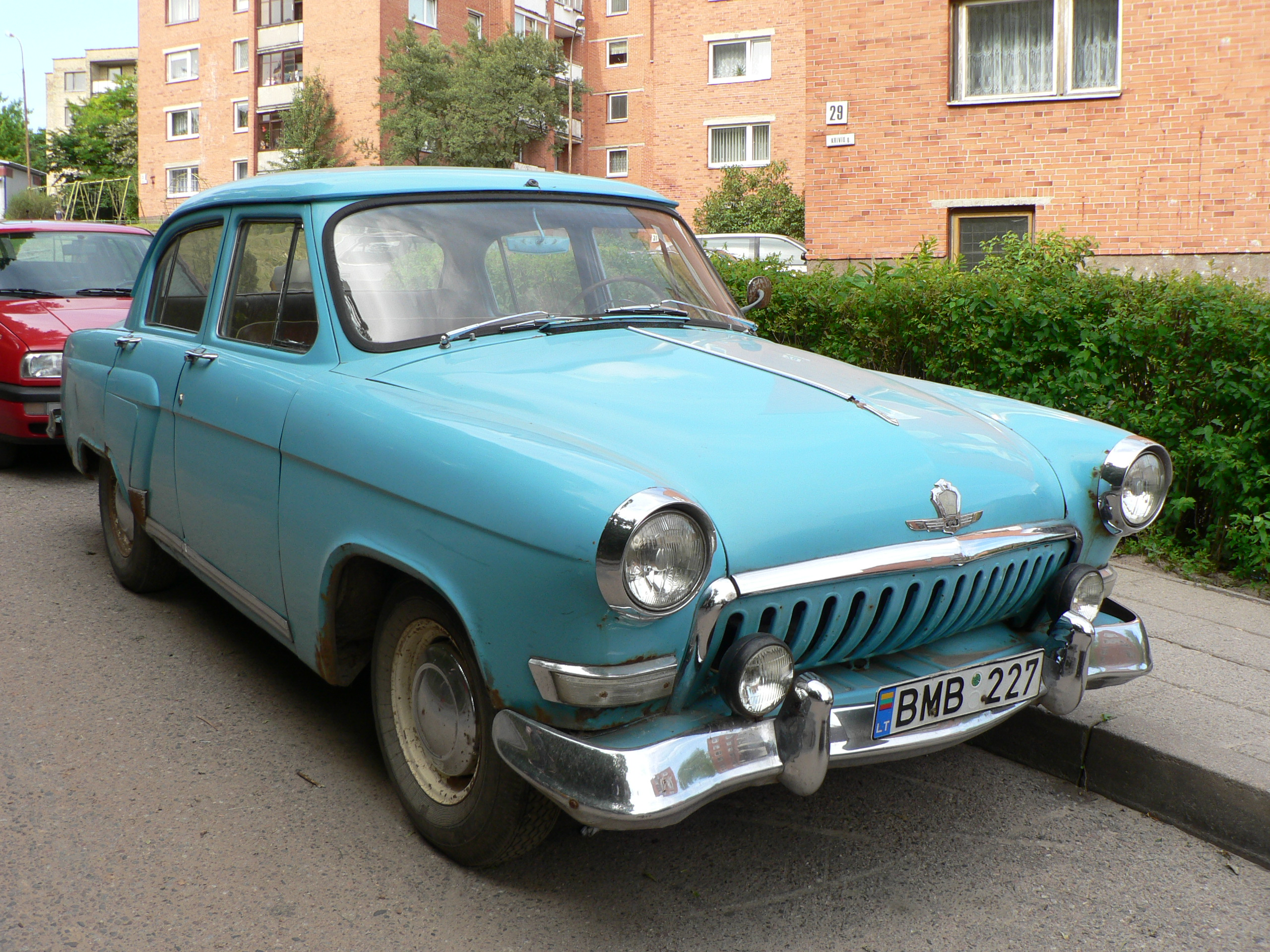
Deuxième série (1959-1962)
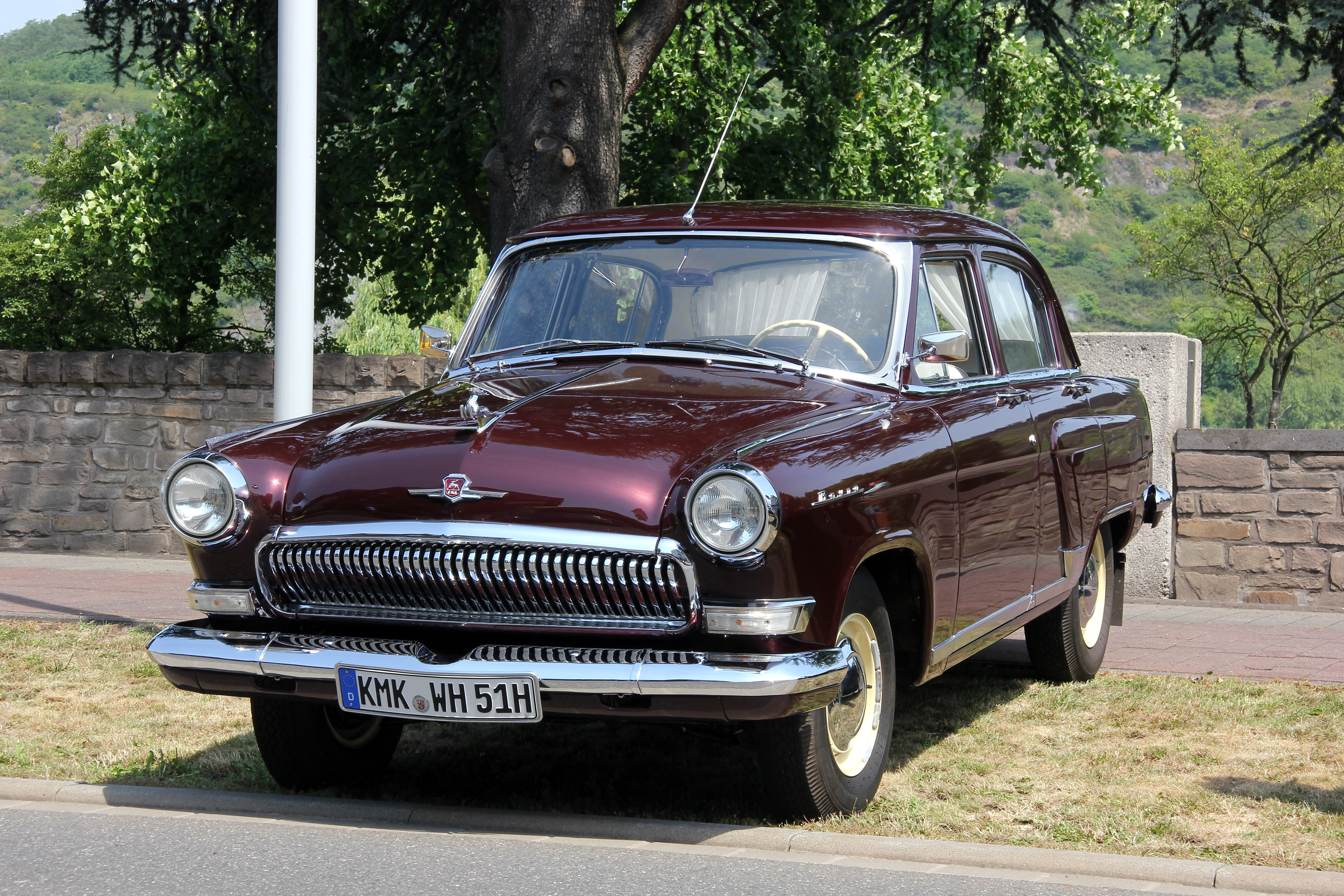
Troisième série (1962-1970)
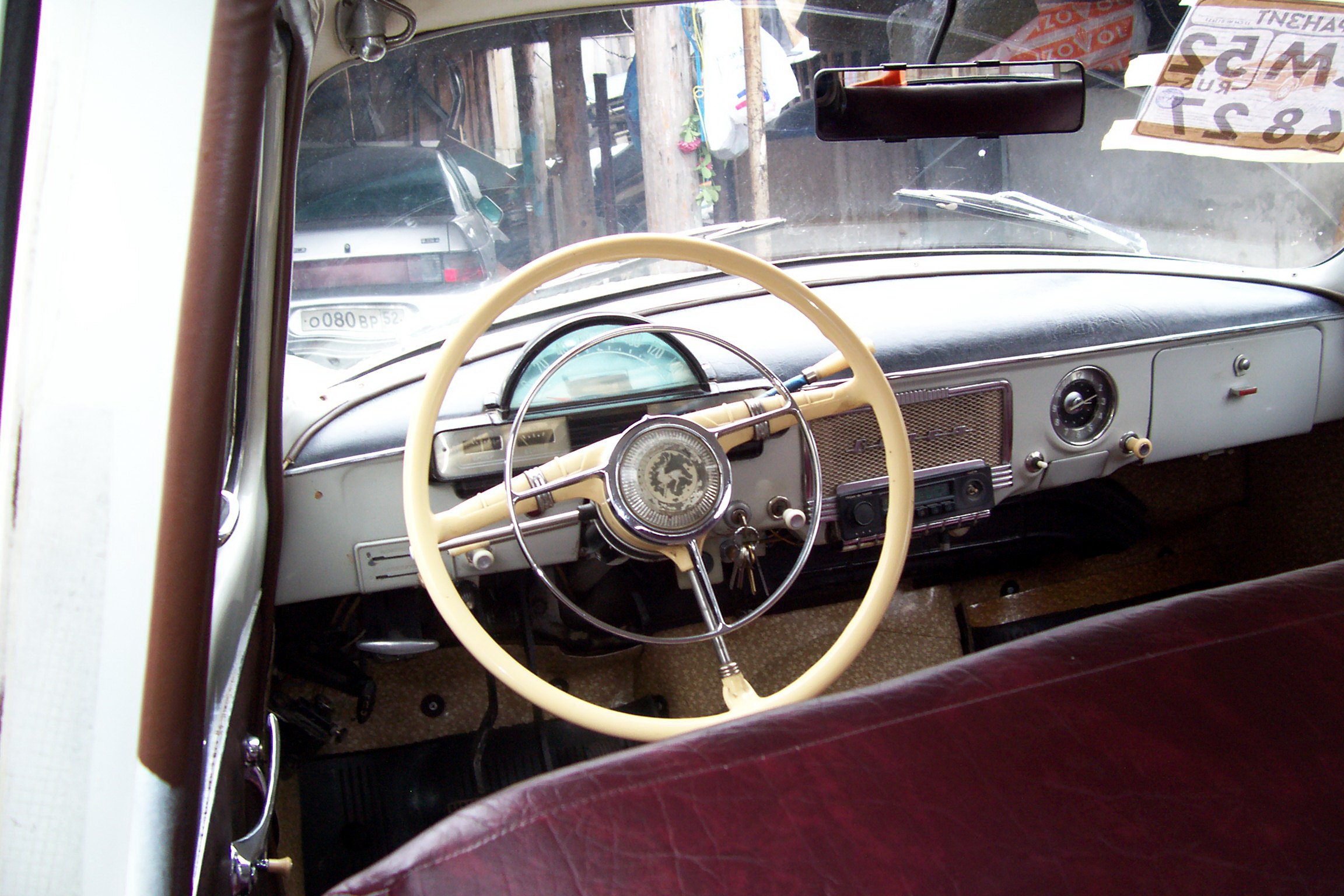
Intérieure
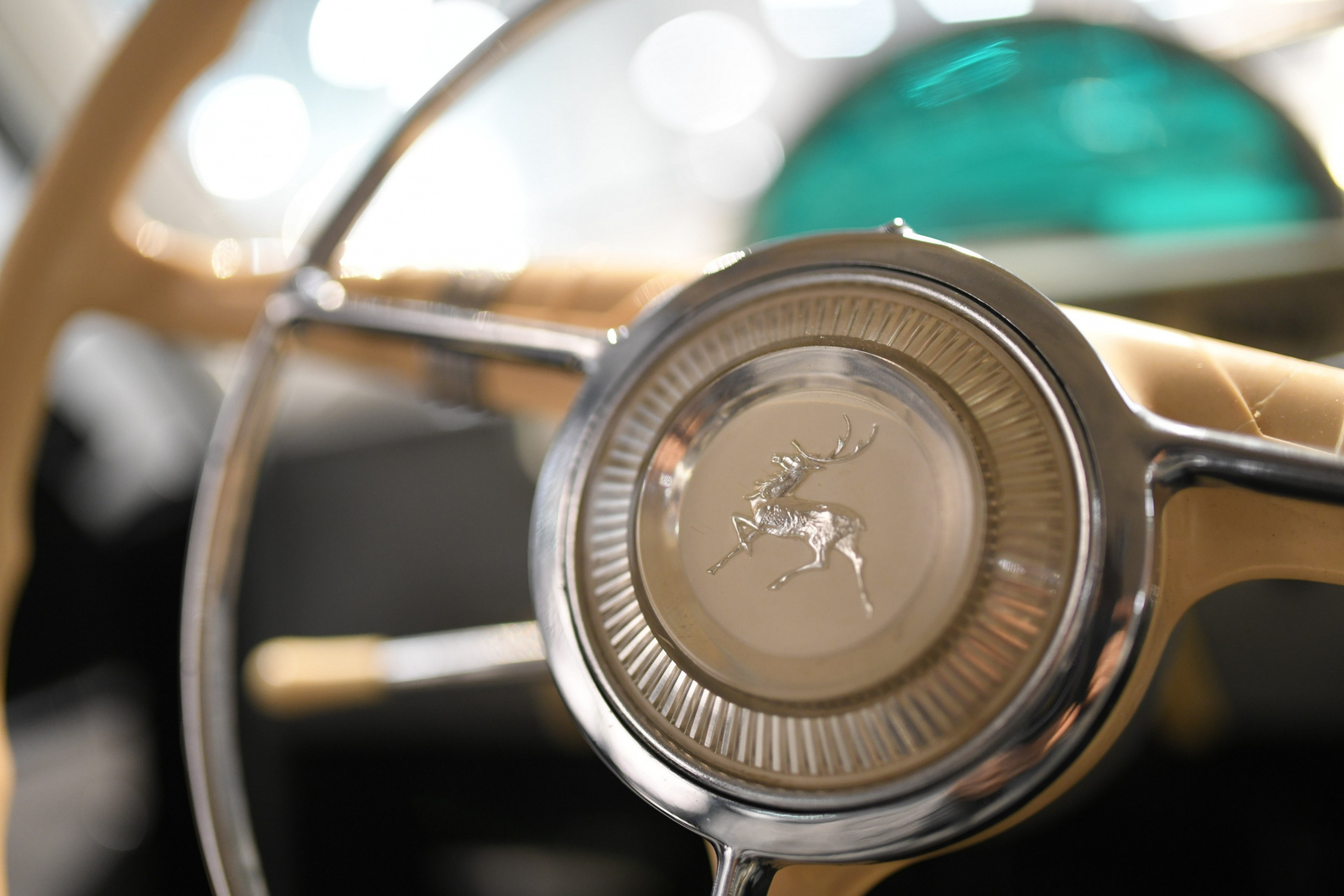
Volant
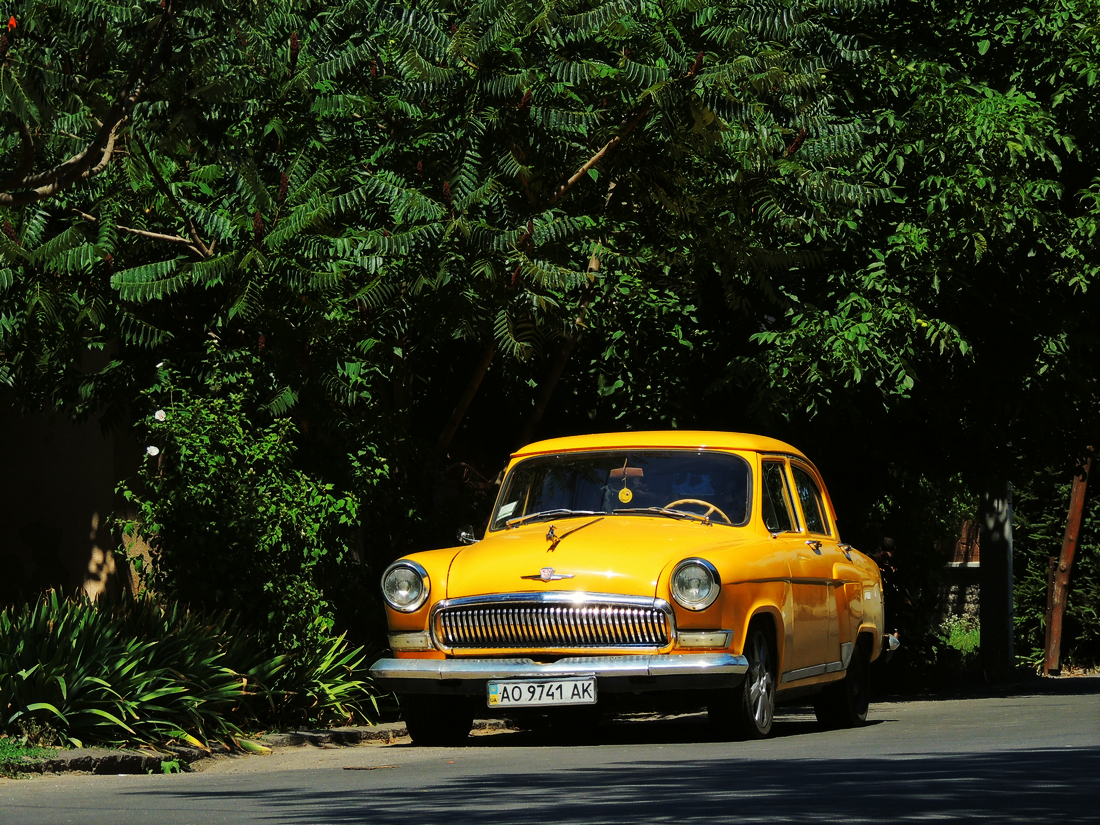
« Volga » troisième série personnalisée, Ukraine
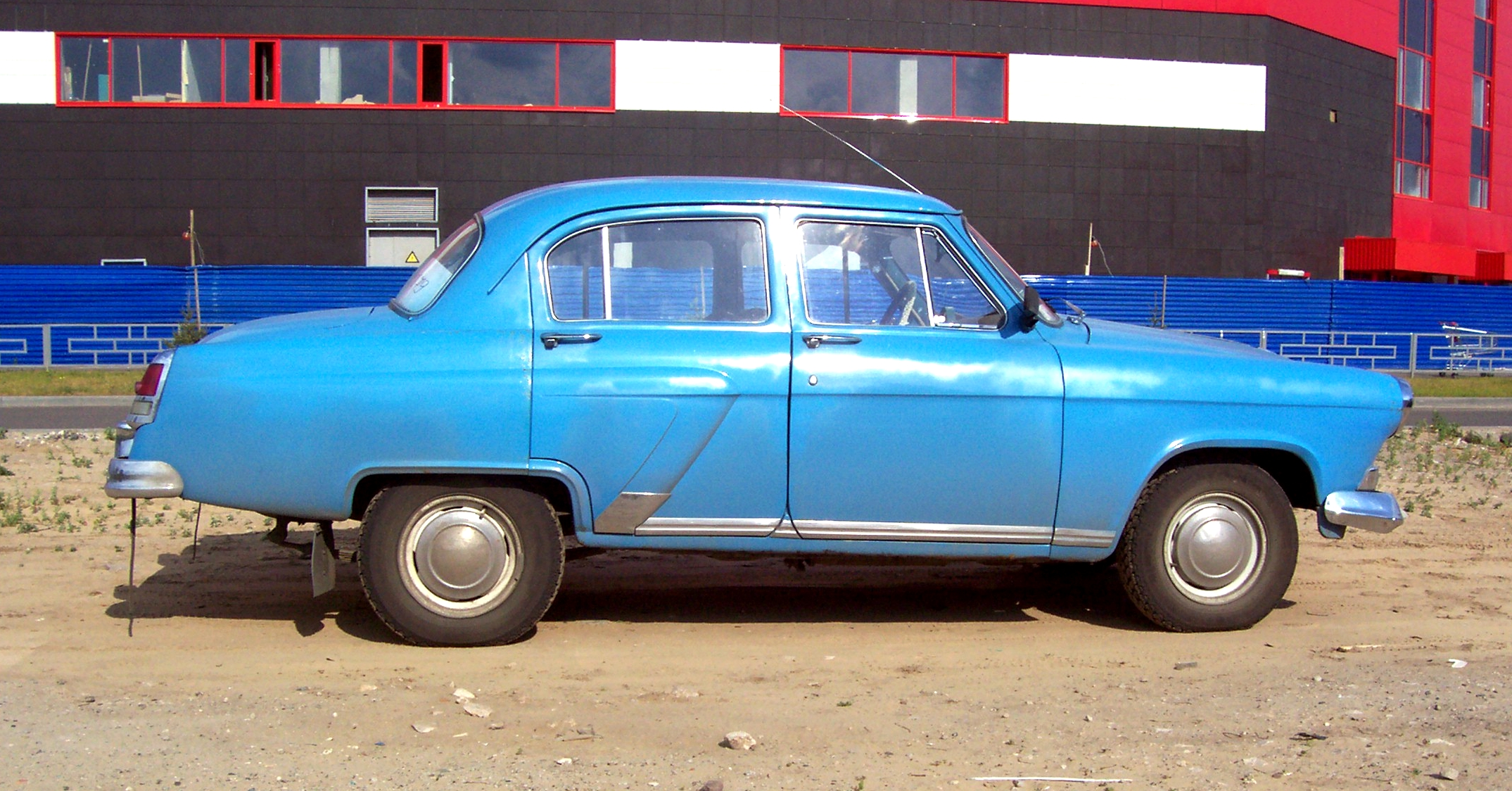
Vue latérale
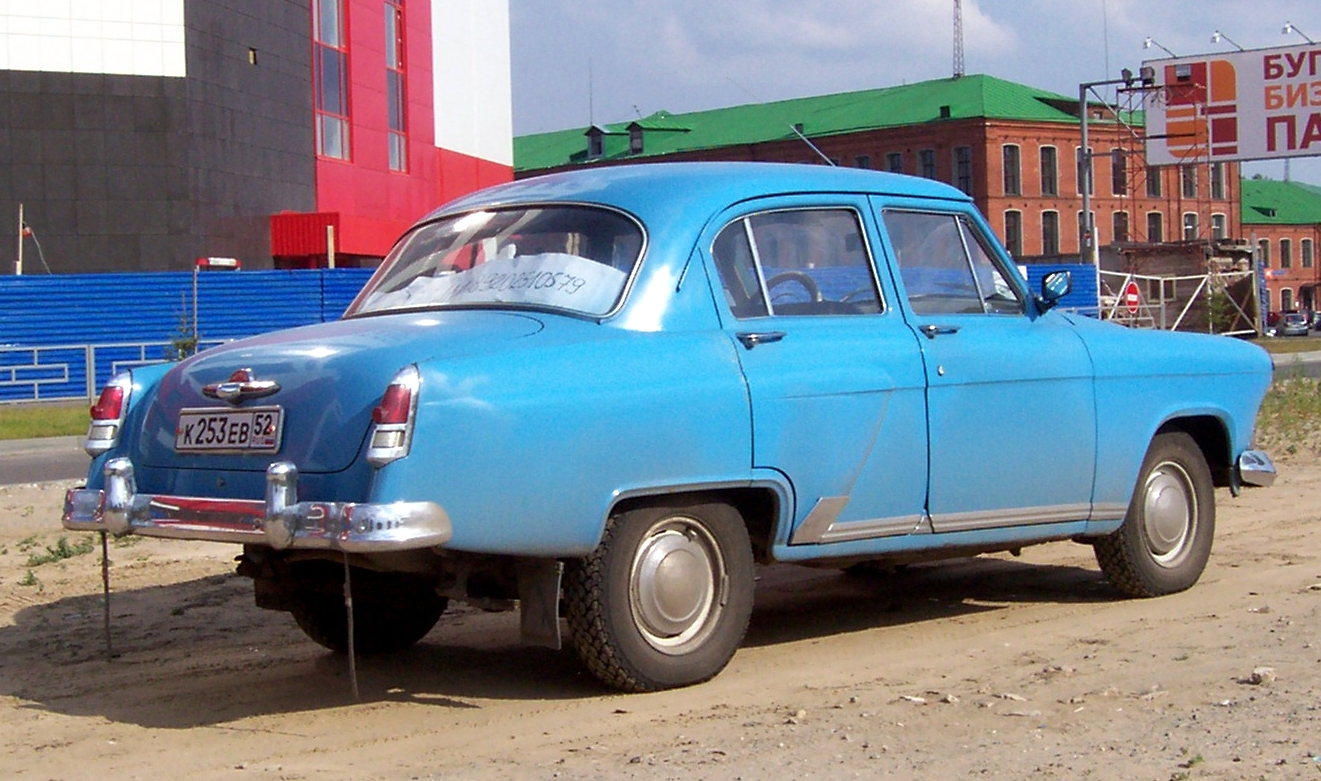
Vue arrière 3/4
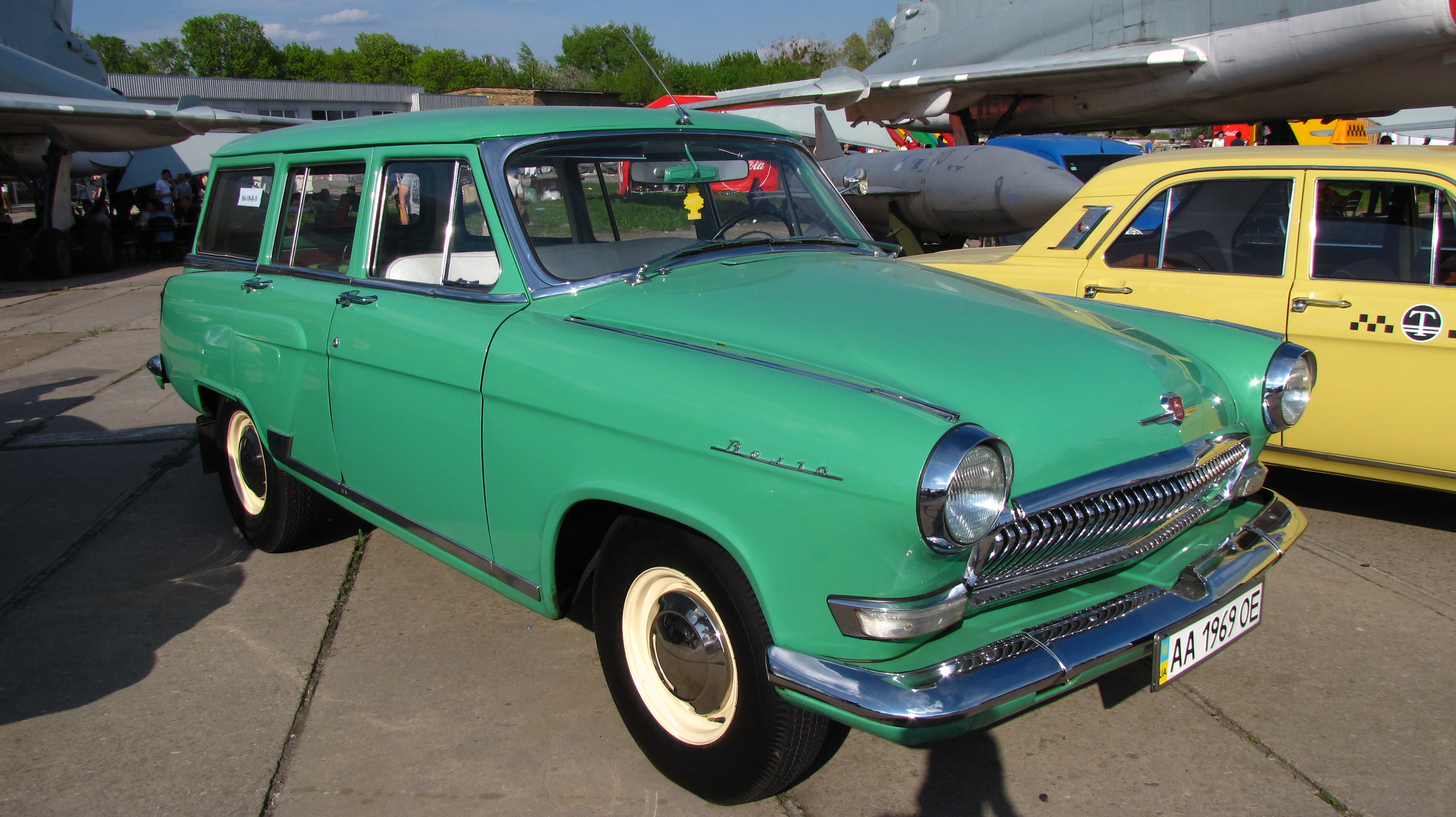
GAZ-22 Volga Kiev, Ukraine
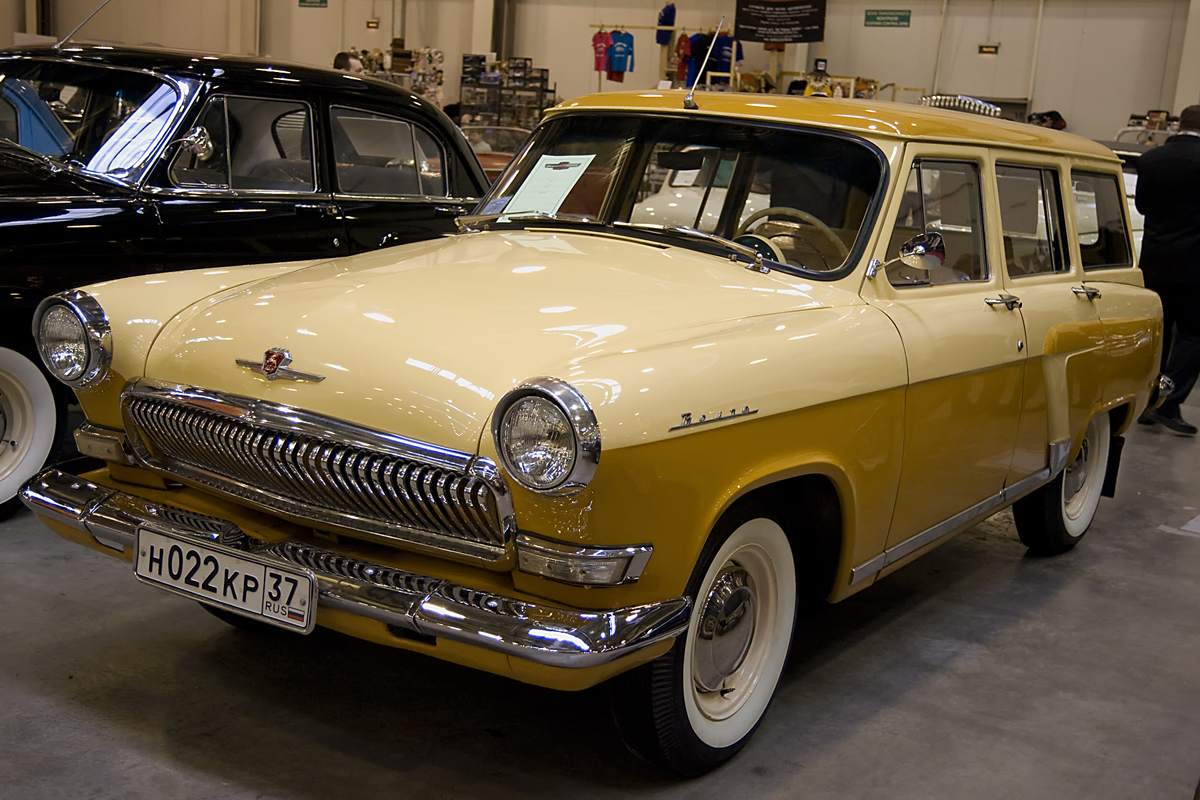
GAZ-22 Volga
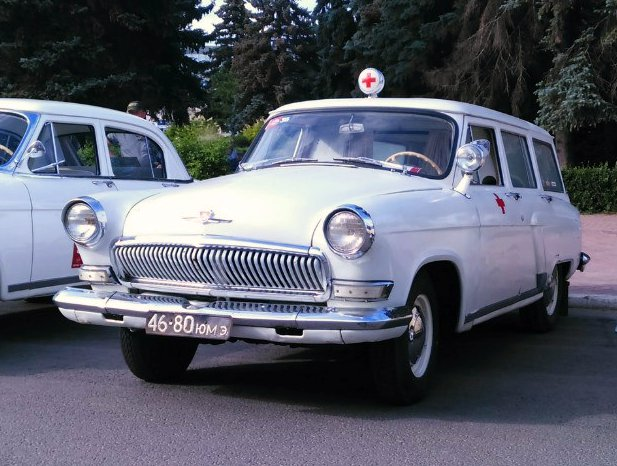
GAZ-22B Volga (ambulance)
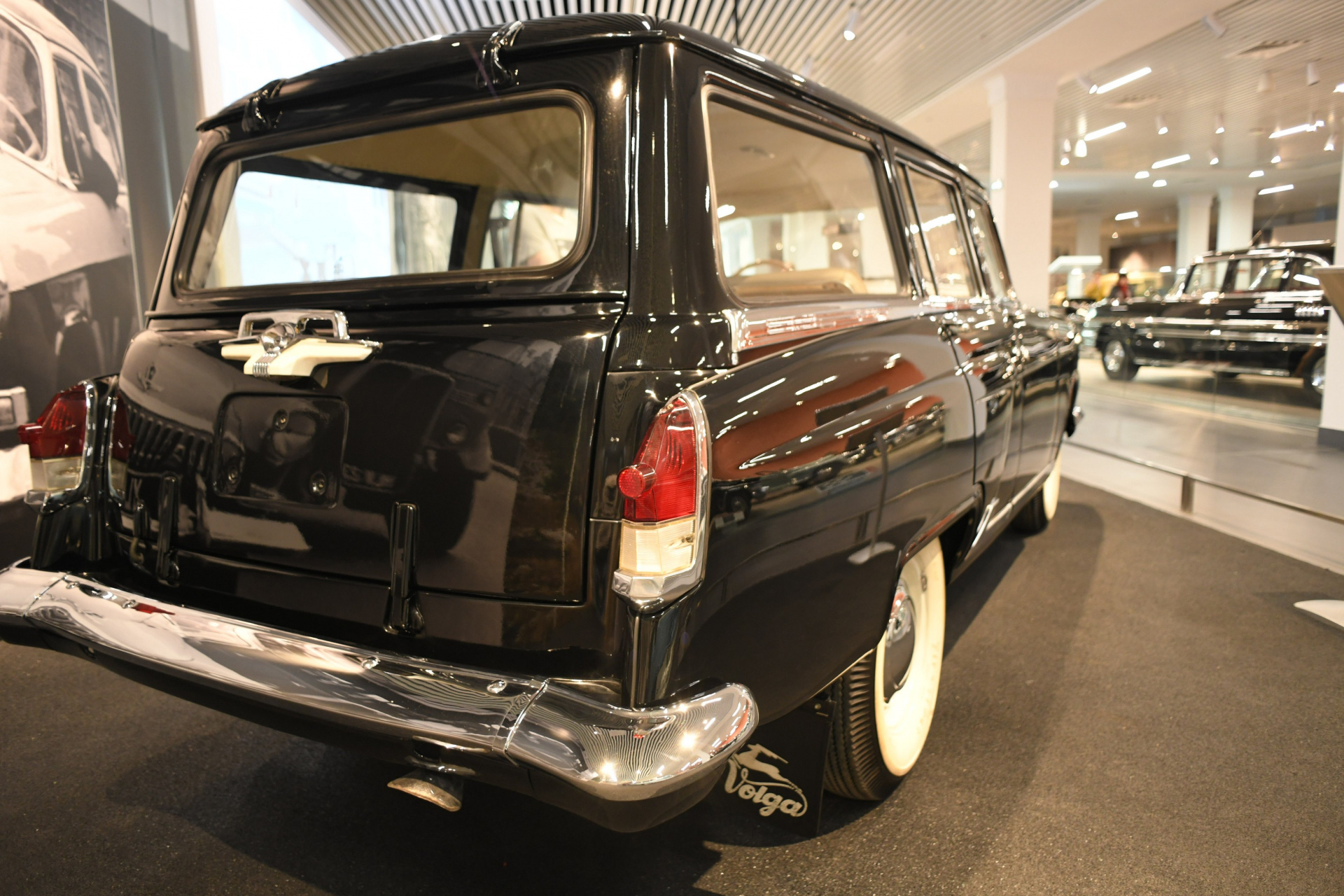
GAZ-22 Volga vue arrière 3/4
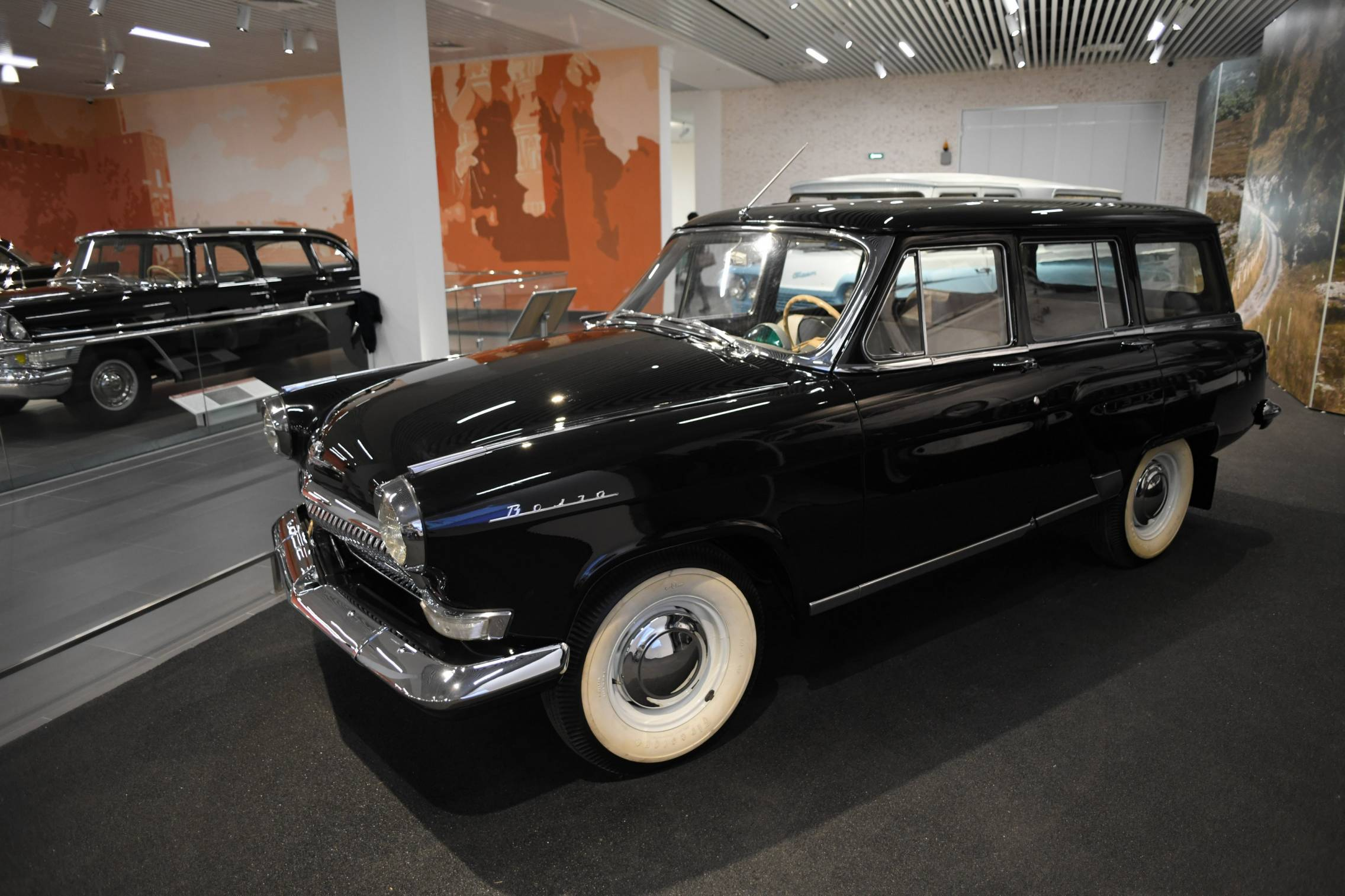
GAZ-22 Volga

### Le break et le Diesel
Exposée en 1958 à l’Exposition Internationale de Bruxelles, la Volga change cette année-là sa calandre, désormais entièrement chromée avec de larges ouvertures verticales.
Vers 1960, la planche de bord est modernisée.
Début 1961, est présenté le break M22, produit à partir de 1962, et qui adopte une calandre plus élégante, à fines baguettes verticales. Le break était disponible avec 5 places et vitres arrière, mais il existait également une version fourgon, sans sièges arrière ni vitres arrière. Néanmoins, la version fourgon a été construite en nombre relativement restreint. Cette Volga 3e série sera la plus répandue des M21. 
La Volga est importée en Belgique dès 1961 par la société Sobimpex (157 ventes cette année-là), qui a l’idée de proposer la berline russe en Diesel, motorisation alors presque « réservée » à Peugeot et Mercedes.
Présentée au Salon de Bruxelles en janvier 1961, la Volga Diesel à moteur Perkins 1.6 de 48 ch représentera jusqu’à 80 % des ventes de la voiture.
Cependant, les 48 ch peinent à entraîner la lourde voiture russe et la vitesse de pointe n’excède pas 120 km/h…
Le Diesel sera aussi monté sur le break M22, nommé « Week-end » en Belgique.
En 1963, le Diesel Perkins est remplacé par un 2.3 Rover fort de 65 ch, permettant une vitesse maximale de 125 km/h.
En 1967, arrive la toute nouvelle Volga M24. La relève étant assurée, la M21/M22 disparaît de l’usine de Gorki le 15 juillet 1970, après 638 875 exemplaires produits.

## La Volga M24 (1967-1992)

### Une Volga modernisée
Présentée en décembre 1967, la M24 modernise sérieusement la silhouette de la Volga. Les changements sont toutefois plus esthétiques que mécaniques. Contrairement aux apparences, la M24 est plus courte, avec 4,73m, malgré un empattement allongé de 10 cm. À l’avant, sa calandre à fines lamelles de chrome rappelle les productions américaines, tandis que l’arrière, très long, s’inspire de la Vauxhall Cresta, sortie en 1965. Lors des tests, le GAZ-24 a été testé contre son prédécesseur GAZ-21 et le Mercedes-Benz W110 allemand, de dimensions similaires.
Début 1969, la M24 est présentée au Salon de Bruxelles, elle sera d’ailleurs commercialisée en Belgique par l'importateur Scaldia-Volga à partir de 1971. Le moteur est repris de la M21, mais avec une puissance en hausse, de l’ordre de 105 à 110 ch, ce qui lui permet d’atteindre une vitesse assez modeste de 145 km/h. La boîte de vitesses passe à 4 rapports et devient synchronisée.

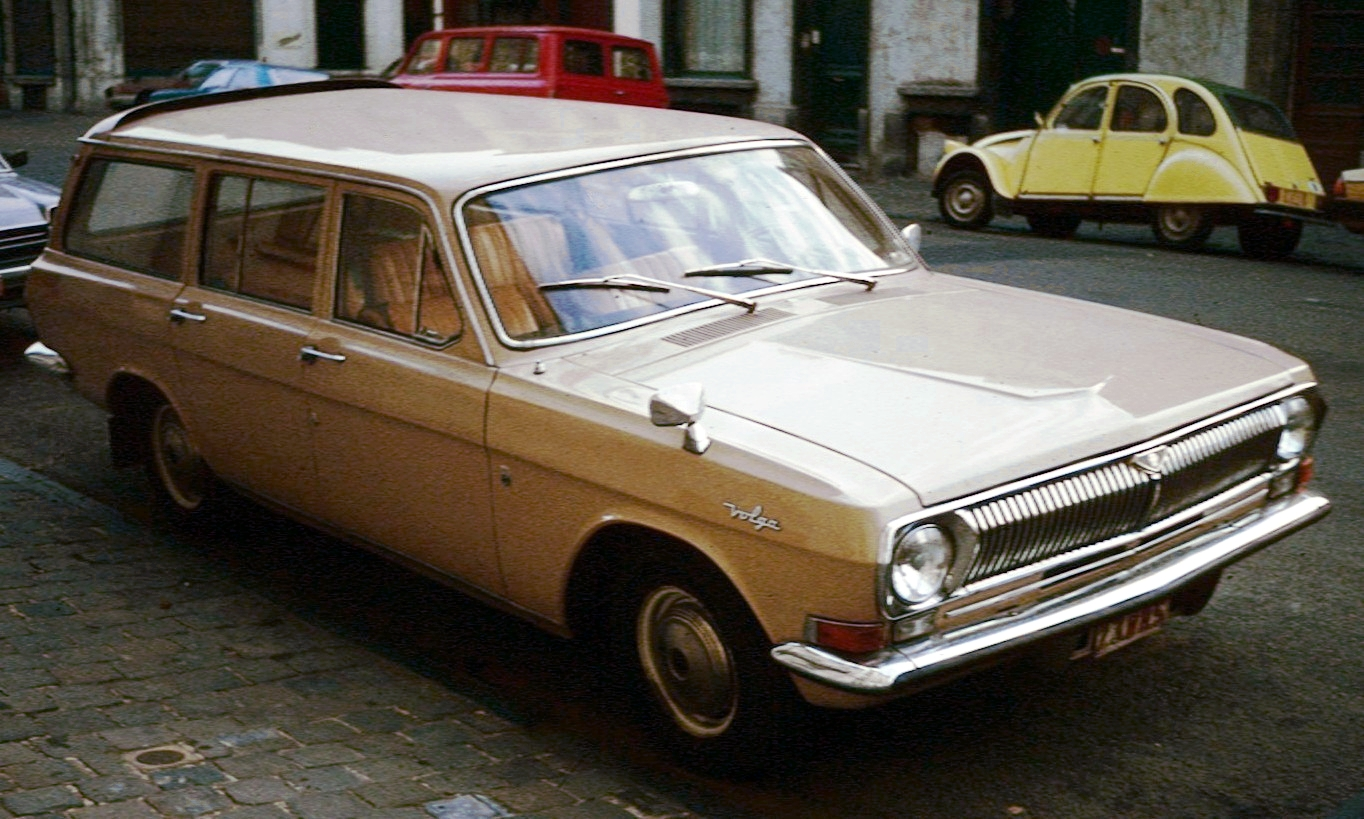
Le break GAZ-24-02
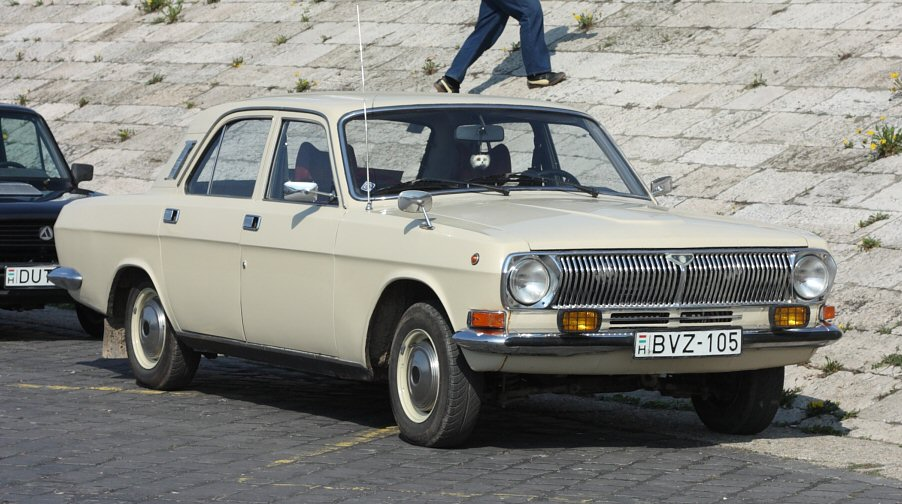
GAZ-24-10 Volga
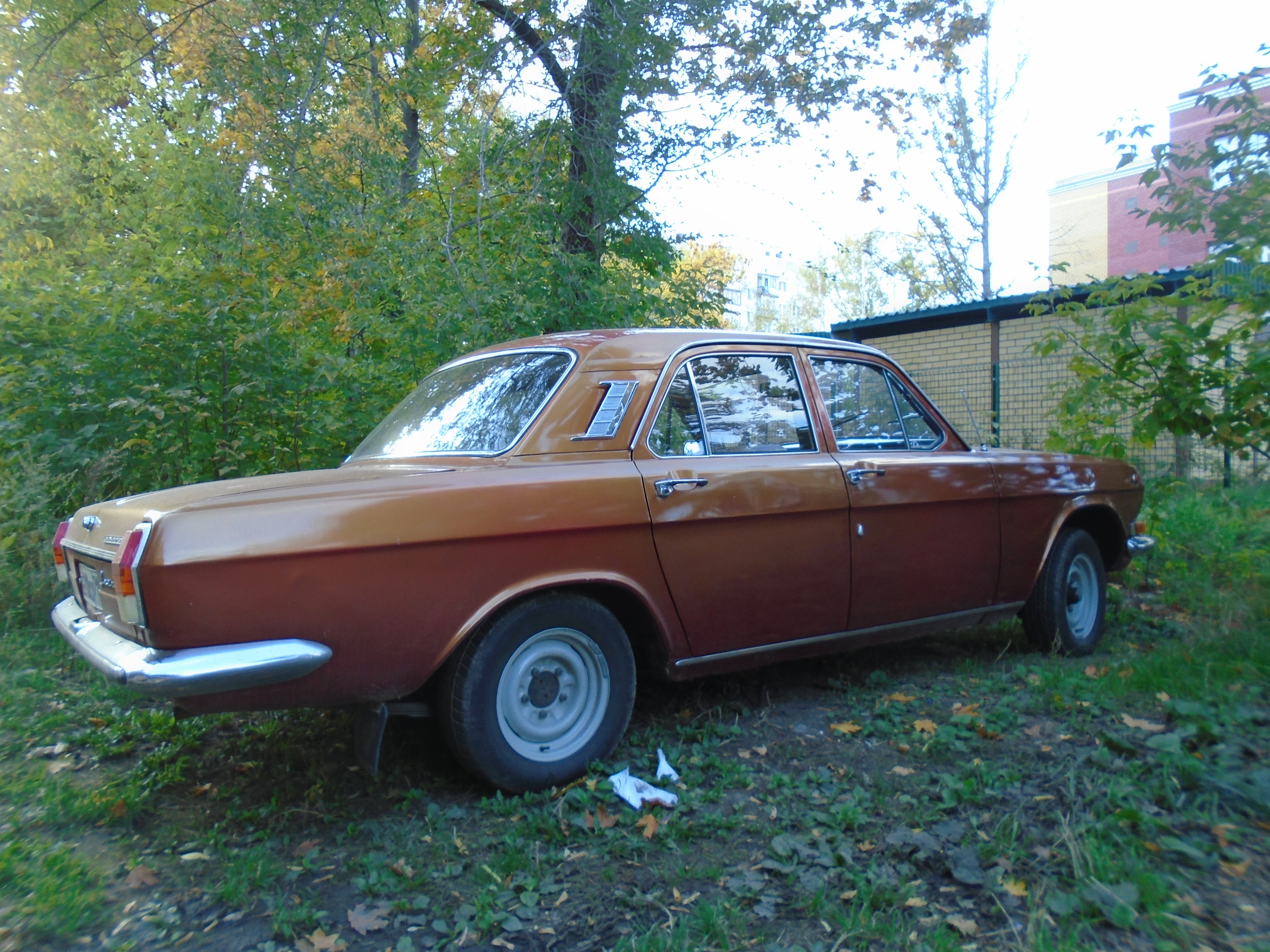
GAZ-24 Vue latérale de la Volga
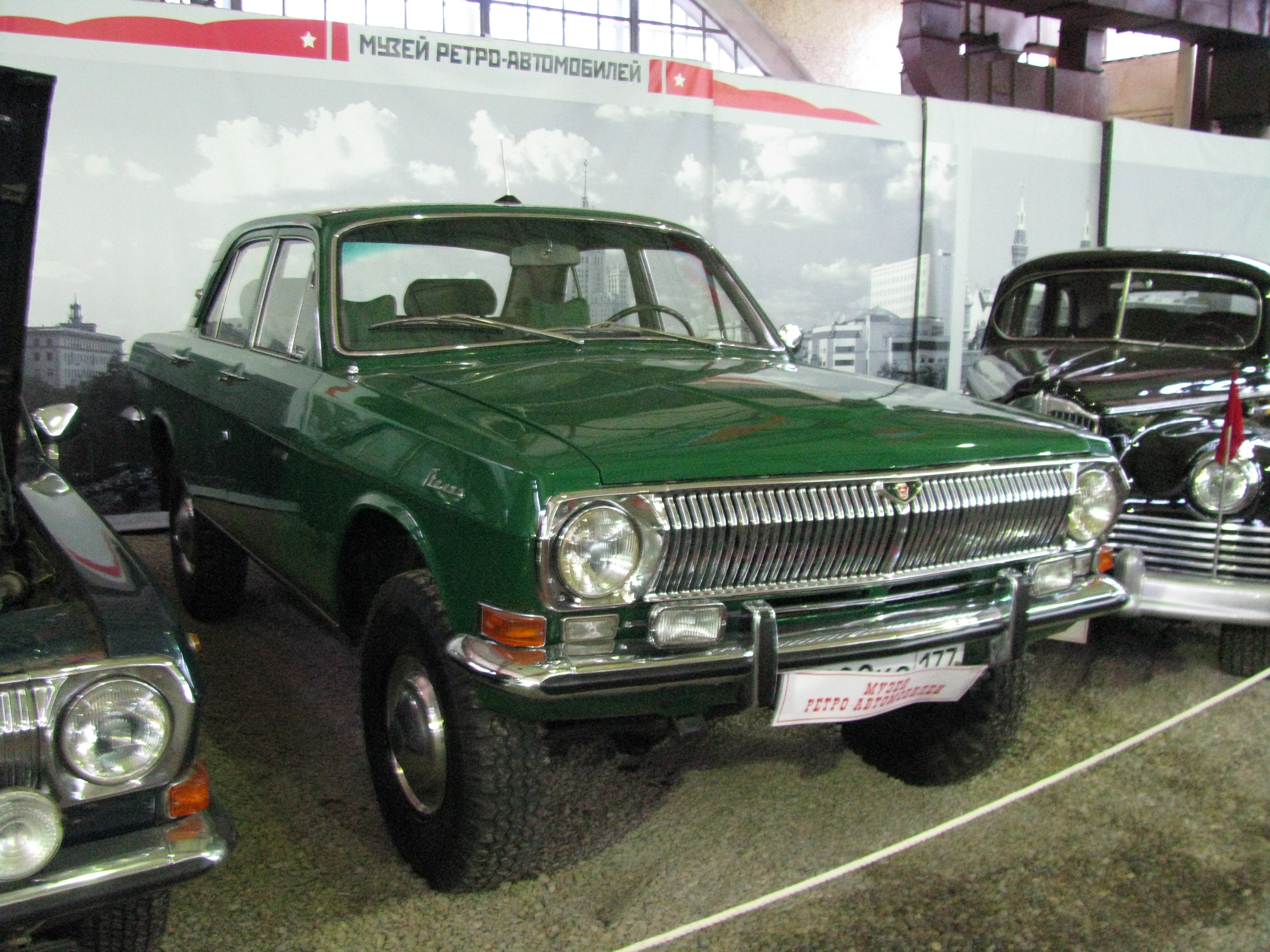
GAZ-24-95
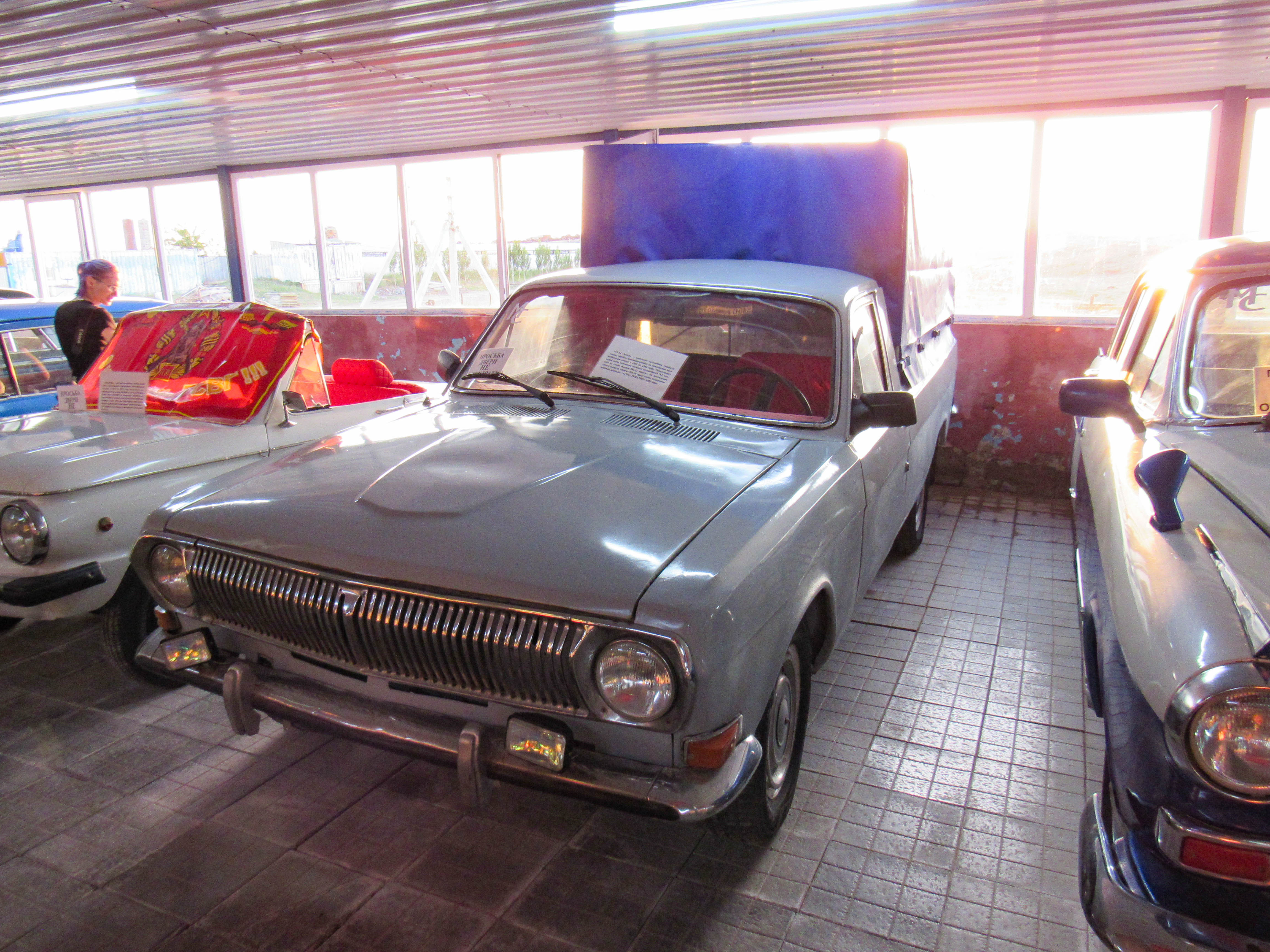
Sur la base du GAZ-24, divers carrossiers autonomes d’Union soviétique ont construit des pick-up dessus
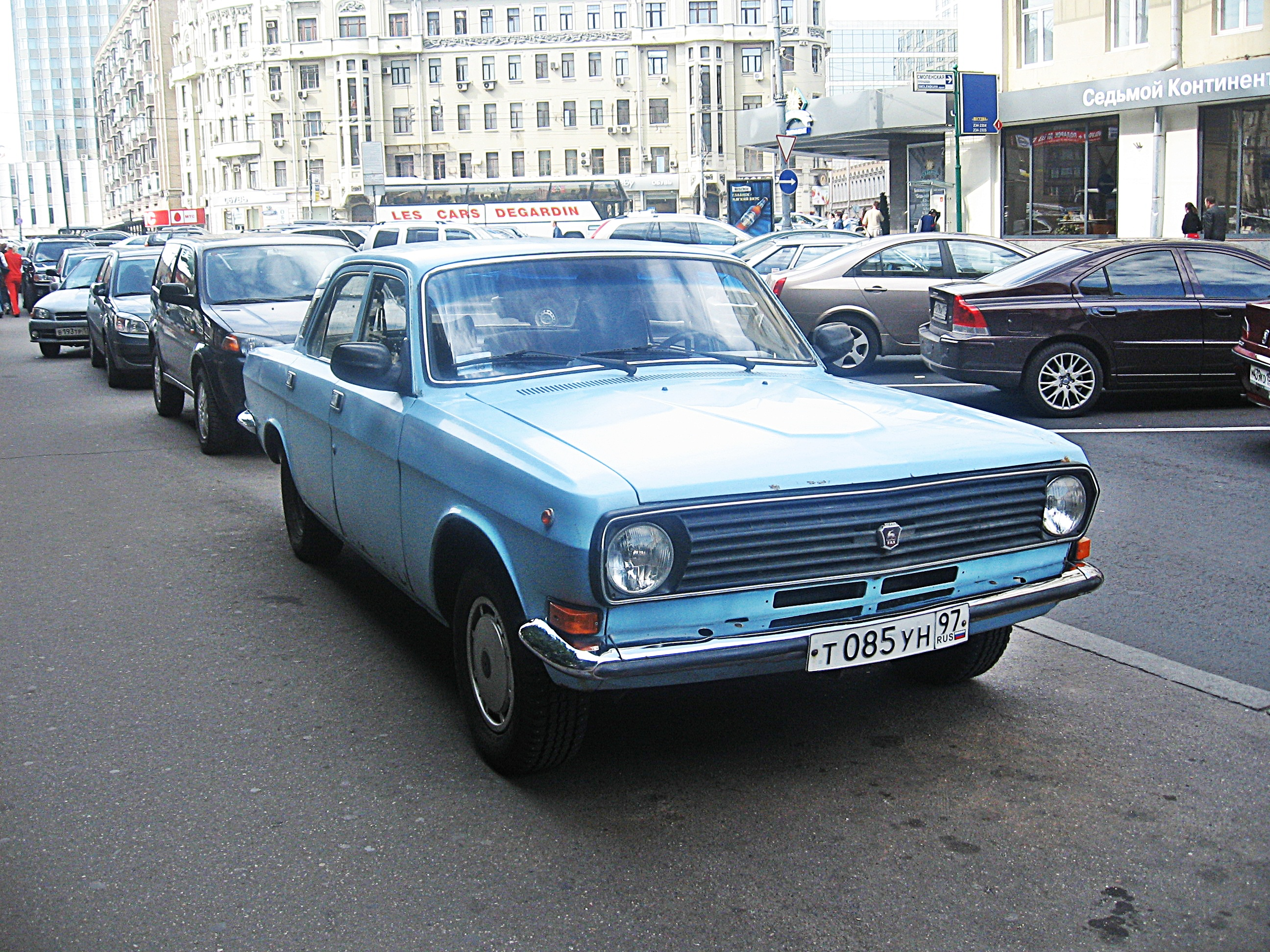
Le GAZ-24-10 redessiné, notez la nouvelle calandre

### En Belgique
En 1972, apparaît le type 24-05, une version break qui connaîtra un bon succès d’estime sur le marché belge, surtout en Diesel. En effet, l’importateur belge continue de proposer le Rover 2.3 hérité de la M21, qui sera rejoint en 1972 par un Diesel Indenor de 2112 cm³ offrant 65ch. À partir de janvier 1980, le 2.3 Indenor XD2P développant 70ch remplace le 2.1, le moteur Rover ayant été abandonné dans l’intervalle. Entre 1959 et 1995, plus de 10 000 Volga ont par ailleurs été écoulées sur le marché belge.

### Restylage
En 1985, la M24 est restylée et perd sa grille chromée au profit d’une plus discrète calandre en plastique noir. L’habitacle est modernisé, surtout le tableau de bord et les sièges.
Parmi les autres améliorations, on trouve un alternateur plus puissant, des freins plus efficaces et un embrayage renforcé.
À cette occasion, la M24 devient type 24-10 et le break type 24-12.

### Autres versions et fin de carrière
Aux berlines et breaks produits s’ajoutent à partir de 1975 quelques très rares pick-up réalisés sur la base de la berline.
En 1974, GAZ avait même construit 5 exemplaires d’une berline à 4 roues motrices, utilisant des pièces UAZ, mais le projet fut abandonné.
La dernière M24 est fabriquée au mois d’avril 1992, après une carrière de presque 25 ans, elle cède sa place à la nouvelle Volga 31029. Cependant, la 3102 lancée en 1982 et produite jusqu'en 2010 utilisait encore à la fin de sa carrière nombre d'éléments issus de la M24.
Toutes versions confondues, la Volga M24 aura été produite à 1 479 398 exemplaires (1 481 561 selon certaines sources).

## La Volga 3102 (1982-2010)

### Évolution de la M24
Si la production de la M24 s’est arrêtée en 1992, elle cohabitait depuis plus de 10 ans avec la 3102, sa version luxueuse.
Etant à la Volga M24 ce que la Lada 2107 est à la Lada 2105, la Volga 3102 s’en distingue par sa nouvelle calandre, plus statutaire, par ses phares rectangulaires et par de nouveaux feux arrière horizontaux. Le moteur a lui aussi été amélioré, il consomme et pollue moins. Le GAZ-3102 était destiné à capturer une nouvelle exclusivité dans la marque Volga, et a été placé entre le GAZ-24 standard et le GAZ-14 plus grand. Il y a eu une tentative de remplacement du GAZ-3102 par une voiture complètement nouvelle et plus moderne, et cela a été fait avec le GAZ-3105, mais s’est avéré être un échec. En tant que tel, le GAZ-3102 a continué à être construit jusqu’en 2010.

### Des diesels Peugeot en Belgique
Lancée à la fin de l’année 1981, la 3102 a été présentée au Salon de Bruxelles début 1982. Une soixantaine de modèles furent importés en Belgique, mais comme la M24, ils étaient livrés sans moteur. L’importateur belge les a donc équipés de 4 cylindres turbo-diesel d’origine Peugeot, le même moteur qu’on retrouvait par exemple sur les Peugeot 505 et Talbot Tagora.
Ces voitures bénéficiaient aussi d’un double circuit de freinage avec répartiteur.

### Gros V8, 2.5 Chrysler, rotatif et moteur ZMZ
En URSS, quelques modèles furent équipés du gros V8 5.5 de la Chaïka, et d’autres ont même accueilli des moteurs à double piston rotatif d’origine Lada pour le compte du KGB.
Elle adopte par la suite un 2.5 ZMZ et un diesel d'origine Chrysler.
La production de la voiture a été arrêtée début 2010, après des ventes anecdotiques en 2009.

## La Volga 31029 (1992-1997)
Véritable héritière de la M24, la 31029 est sortie en 1992.
Ses parties avant et arrière ont été modernisées, et l’intérieur a été revu et corrigé. Au cours de sa courte carrière, 5 moteurs ont équipé la 31029 :
- 2.0 de 140 ch
- 2.3 de 150 ch
- 2.4 de 105 ch (avec transmission intégrale)
- 2.5 de 162 ch
- 2.7 de 152 ch

Disponible aussi en break (type 31022), elle fut remplacée par la 3110 en 1997.

## La Volga 3110 (1997-2005)
GAZ ayant pris la décision de renouveler régulièrement ses modèles, la 3110 sort en 1997, à peine 4 ans après la 31029. Elle se différencie de celle-ci par ses feux arrière plus arrondis et sa calandre en deux parties, façon Lancia.
ZMZ fournit toujours les moteurs, des essence et turbo-diesel, mais n’a plus l’exclusivité. GAZ, jugeant les prix trop élevés, menace de changer de fournisseur, ce qui provoque l’arrêt de la production pendant deux semaines en janvier 2005.
En août 2003, GAZ présente au Salon de Moscou une version break de la 3110.
La Volga 3110 sera remplacée par la 31105, légèrement différente, en 2005.

## La Volga 3111 (1999-2002)

### Le renouveau de la Volga?
Dévoilée au Salon de Moscou 1998, la 3111 se présente comme étant le renouveau de la Volga.
Elle possède une ligne très agréable, toute en rondeurs, au dessin réalisé en collaboration avec la société américaine Venture Industries.
Deux 4 cylindres de 155 ch (2464 cm³) et 160 ch (2963 cm³) sont proposés, ainsi qu’un V6 3.5 Toyota de 207 ch.
L’équipement progresse puisque désormais l’ABS, les vitres électriques, l’air conditionné et les airbags sont de série. Une boîte automatique est proposée en option.

### Un espoir gâché
La production débute en décembre 1999, mais à la fin de l’année 2000, seulement 53 modèles ont quitté l’usine.
Proposés à un prix élevé, très peu d’exemplaires trouvent preneur, et la production est arrêtée en 2002. À peine plus de 400 unités ont été fabriquées.

## La Volga 31105 (2005-2010)
Remplaçante de la 3110, la 31105 s’en distingue par sa face avant, avec une calandre désormais d’un seul tenant et des phares plus arrondis, l’arrière restant presque inchangé. Le break, renommé 310221 subsiste avec la face avant de la 3110 et le même choix de moteurs que la 3102 (Chrysler et ZMZ).
Elle est restylée en 2006 et adopte une calandre à barrettes horizontales. Sa production a pris fin début 2010, conséquence de l'effondrement des ventes ces dernières années. Elle reste néanmoins l'une des voitures favorites des taxis russes.

## La Volga Siber (2008-2010)

### Une Chrysler en Russie
En 2006, GAZ rachète la licence de fabrication, la chaîne de montage et l'outillage des jumelles Dodge Stratus et Chrysler Sebring, pour la somme de 150 millions US$. La Siber, une Sebring à peine redessinée, est présentée le 29 août 2007 au Salon International de l'Automobile de Moscou le 29 août 2007 sous le nom de GAZ Siber.
Pour la production de ce modèle, GAZ utilise la chaîne de production rachetée à Chrysler et ramenée aux États-Unis. Motorisée au choix par deux moteurs 4 cylindres Chrysler ; un 2.0 de 141ch et un 2.4 de 173 ch, la Siber atteint 200 km/h.
Néanmoins, le succès n’est pas vraiment au rendez-vous, les Russes restant sceptiques face à cette « Chrysler-GAZ ». Seulement 8 933 exemplaires ont été fabriqués.

### La fin du mythe de la Volga
La crise du marché russe en 2009 n’a pas vraiment arrangé les affaires de la Siber, qui voit ses ventes plonger chaque mois, tandis que la production de la vénérable 31105 cesse au début de l'année 2010. Au mois de novembre, GAZ stoppe celle de la Siber, dont les chiffres de ventes sont définitivement bien en dessous des espérances de la marque.
Quelque 80 exemplaires invendus ont été rachetés début 2011 par une compagnie de taxis afin de desservir les aéroports de Sotchi, Krasnodar, Gelendzhik et Anapa.
Pour la première fois depuis 1955, aucune Volga neuve n'est immatriculée au mois de février 2011.
Dernière représentante de la « dynastie » des Volga, la Siber met ainsi fin à la carrière d'une des plus mythiques voitures de la production russe.

## Dans la culture populaire
La GAZ Volga M21 est au centre du film russe L'Éclair noir sorti le 31 décembre 2009.
Une Volga M21 noire est également présente dans le clip vidéo « Du hast » de Rammstein.
Une Volga est utilisée tout au long de l'équipée des deux héros du roman "Anthracite" -2014- de Cédric Gras
Dans le film GoldenEye , une Gaz Volga 31029 est utilisée par les méchants du film lors de la scène de la course poursuite avec le tank.

## Sources
- Bernard Vermeylen, Voitures des pays de l'Est, Boulogne-Billancourt, E.T.A.I, 2008, 239 p. (ISBN 978-2-7268-8808-7, OCLC 470767381)